# وای‌آی‌تی

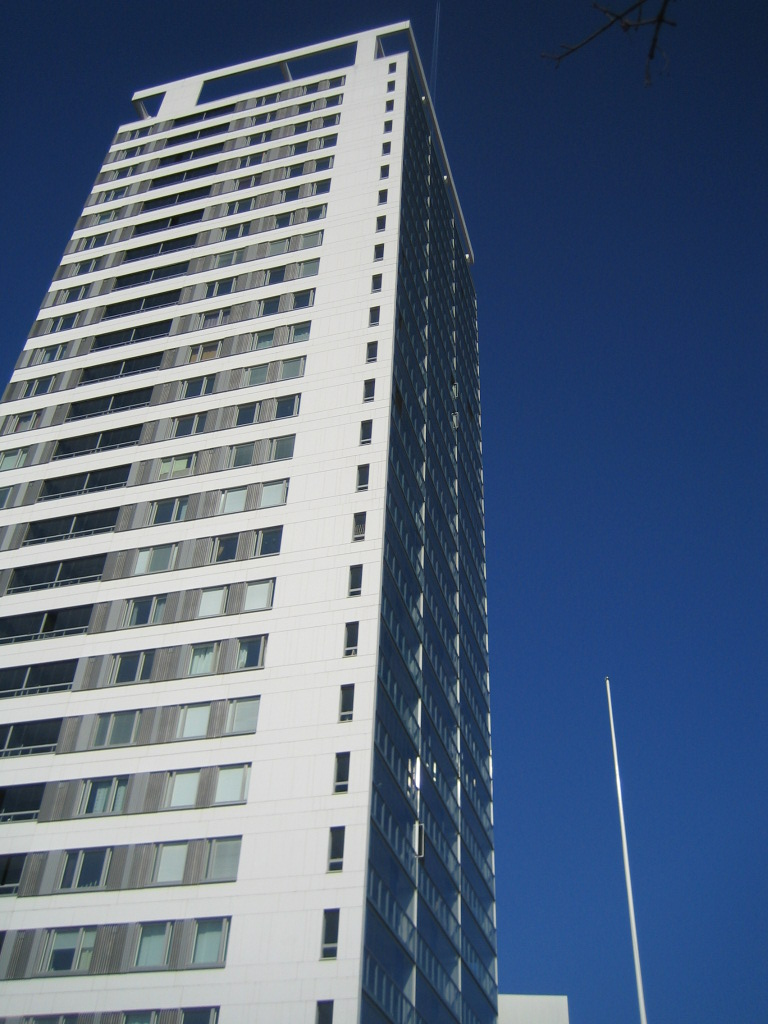
برج سیروس فنلاند، بلندترین ساختمان فنلاند، ساخته‌شده توسط وای‌آی‌تی

وای‌آی‌تی (به فنلاندی: YIT) شرکت خدماتی فنلاندی مستقر در هلسینکی است، که طیف وسیعی از سرویس‌ها و خدمات را به صنایع گوناگون و کسب‌کارهای صنعتی ارائه می‌کند. این شرکت در ۳ حوزه فعالیت می‌کند: خدمات صنعتی، عملیات تعمیر و نگهداری، مدیریت و ساخت املاک مسکونی.
شرکت وای‌آی‌تی در سال ۱۹۱۲ تأسیس شد، در سال ۱۹۸۲ توسعه یافت و امروزه خدمات خود را در کشورهای حوزه دریای بالتیک، حوزه نوردیک، روسیه و اروپای مرکزی عرضه می‌کند. دفتر مرکزی این شرکت در شهر هلسینکی قرار دارد و بخشی از سهام آن در بازار بورس اوراق بهادار هلسینکی دادوستد می‌شود.